# Carlos Martínez Velázquez
Carlos Martínez Velázquez (Tlaxcala, Tlaxcala; 27 de enero de 1985) es un político mexicano. Fue el director general del Instituto del Fondo Nacional de la Vivienda para los Trabajadores durante el sexenio del presidente Andrés Manuel López Obrador entre 2018 y 2024.

## Biografía
Estudió la licenciatura en Ciencia Política en el Instituto Tecnológico Autónomo de México (ITAM). y la especialidad en Política Energética y Gestión Medioambiental en la Facultad Latinoamericana de Ciencias Sociales (FLACSO - México).
Se desempeñó como jefe de departamento de análisis de la demanda de la Presidencia de la República, de 2008 a 2009, posteriormente de 2010 a 2011 fue asesor al Oficial Mayor de la Secretaría de Economía. De octubre de 2011 a diciembre de 2012 trabajó en la Procuraduría Federal del Consumidor y de 2015 a 2018 fue asesor de los consejeros independientes del consejo de administración de la Comisión Federal de Electricidad.

## Publicaciones
- Con Gerardo Rodríguez Sánchez Lara (2014). Ciudadanos y consumidores: actores relevantes de la agenda de seguridad humana. México: Centro de Estudios Sociales y de Opinión Pública de la Cámara de Diputados.
- Con Bernardo Altamirano (2014). La competencia y los consumidores en mercado regulados. México: Porrúa.
- Es articulista en Animal Político, Nexos y otros medios digitales, así como consejero editorial del periódico Reforma.[5]

## Promoción de los derechos LGBTI+, la igualdad y la inclusión
Carlos Martínez se ha convertido en uno de los pocos funcionarios en México que ha manifestado pertenecer a la comunidad LGBT. El 4 de junio de 2024 al colocar por fuera del edificio del Infonavit una bandera en apoyo al mes del orgullo, se enfrentó a un acto de represión y violencia por parte del líder Sindicato Nacional de los Trabajadores del Infonavit SNTI, en donde en conjunto con un grupo de personas desgarraron y rompieron este símbolo. Un acto de homofobia y discriminación. 
-	Se creó el Comité de Igualdad Laboral y No Discriminación (2019) para contar con un mecanismo que incluyera la perspectiva de género en todas las áreas y actividades del instituto. 
-	Se lanzó la Red por la Diversidad (2019) para tener diálogos constructivos sobre las necesidades de las personas que se identifican como parte de la población LGBTI+ dentro y fuera del instituto. 
-	A partir de 2019, durante el mes del orgullo, se adecuó el logotipo para incluir los colores de la bandera de la diversidad sexual, se participa en la Marcha del Orgullo de la CDMX. 
-	Se implementó la Guía de atención a la población LGBTI+. 
-	El instituto se integró a la red de organizaciones Pride Connection México. 
-	Se han implementado diversas acciones de capacitación y sensibilización para la igualdad como exposiciones, cursos audiovisuales, guías para el uso del lenguaje no sexista y cursos sobre identificación, prevención y erradicación de conductas violentas, diversidad sexual, micromachismo, masculinidades no hegemónicas, entre otros. 

“Hoy he sido testigo y víctima de un acto de barbarie, odio, homofobia y discriminación. El líder sindical de nuestra Institution Infonavit, llamó a algunos de sus agremiados a romper con las banderas que ponemos cada junio durante el mes del orgullo. Después de 5 años, es la primera vez que llega a este punto”
Carlos Martínez Velázquez